# Марк, Михаил Эммануилович
Михаил Эммануилович (Емануилович) Марк (1809 — не ранее 1891) — российский военный деятель, участник подавления восстаний в Польше 1831 и 1863 годов, боевых действий на Кавказе и Крымской войны, начальник 18-й и 36-й пехотных дивизий, начальник местных войск Виленского военного округа, генерал от инфантерии.

## Биография
Михаил Эммануилович Марк родился 3 февраля 1809 года и происходил из дворян Екатеринославской губернии.
Получив образование в Харьковском университете, он поступил на военную службу, 21 июля 1831 года был произведён из юнкеров в первый офицерский чин и принял участие в подавлении восстания в Польше.
Поступив в 1834 году в Императорскую военную академию, поручик Санкт-Петербургского уланского полка Марк успешно окончил её курс в 1836 году и в следующем году был переведён в Генеральный штаб, на должностях которого служил на протяжении почти двадцати лет. В 1846—1851 годах он принимал участие в боевых действиях на Кавказе и за Дидойскую экспедицию в 1850 году был награждён золотой полусаблей с надписью «За храбрость».
В 1853 году полковник (с 21 июня 1850 года) Марк участвовал в экспедиции против кокандцев, а затем, назначенный 17 апреля 1854 года обер-квартирмейстером 2-го резервного кавалерийского корпуса — в Крымской войне 1853—1855 годов. В 1855 году он являлся кандидатом в полковые командиры, но после отличия в сражении при Чёрной речке 4 августа 1855 года был назначен командующим 2-й бригадой 16-й пехотной дивизии (12 октября), а вскоре, 1 декабря, произведён в генерал-майоры с утверждением в должности.
После упразднения должностей бригадных командиров Марк 28 марта 1857 года был назначен на вновь учреждённую должность помощника начальника 16-й пехотной дивизии, а 1 августа 1861 года перемещён на ту же должность в 7-ю пехотную дивизию. Назначенный 23 июня 1863 года командующим 18-й пехотной дивизией, а через два месяца, 30 августа, произведённый в генерал-лейтенанты с утверждением в должности начальника дивизии, Марк принял участие в подавлении Польского восстания 1863—1864 годов.
С 29 апреля 1868 года Марк занимал должность начальника 36-й пехотной дивизии, а 1 ноября 1876 года был назначен начальником местных войск Виленского военного округа. Его служба в этой должности была отмечена орденом Святого Александра Невского в 1879 году и в 1881 году — алмазными знаками этого ордена.
30 августа 1881 года было утверждено новое положение о местных войсках, разделявшее их, вместо существовавшего с 1864 года деления по военным округам, на 22 местные бригады. 15 октября 1881 года 72-летний генерал Марк был отчислен от должности за её упразднением и состоял по Генеральному штабу и в запасных войсках (запасе).
27 мая 1887 года Марк, которому было уже 78 лет, был произведён в генералы от инфантерии с увольнением от службы с мундиром и пенсией. Точное время его кончины не установлено, но в 1891 году он был ещё жив.
Его брат, Андрей Эммануилович Марк, в 1855 году в чине майора был награждён орденом Святого Георгия 4-й степени за 25 лет беспорочной службы в офицерских чинах.

## Награды
За свою службу Марк получил многочисленные награды, в их числе:
- Польский знак отличия за военное достоинство (Virtuti Militari) 4-й степени (1831 год)
- Орден Святой Анны 3-й степени с бантом (1832 год)
- Орден Святой Анны 2-й степени (1847 год; Императорская корона к этому ордену пожалована в 1848 году)
- Золотая полусабля с надписью «За храбрость» (1850 год)
- Орден Святого Владимира 3-й степени (1853 год)
- Орден Святого Георгия 4-й степени (26 ноября 1853 года, за 25 лет беспорочной службы в офицерских чинах, № 9065 по кавалерскому списку Григоровича — Степанова)
- Орден Святого Станислава 1-й степени (1860 год)
- Орден Святой Анны 1-й степени с мечами (1863 год; Императорская корона к этому ордену пожалована в 1866 году)
- Орден Святого Владимира 2-й степени (1868 год)
- Орден Белого орла (1871 год)
- Орден Святого Александра Невского (30 августа 1879 года; алмазные знаки этого ордена пожалованы 21 июля 1881 года)